# Tahu (socken i Kina)
Tahu (kinesiska: 踏虎, 踏虎乡) är en socken i Kina. Den ligger i provinsen Hunan, i den södra delen av landet, omkring 310 kilometer väster om provinshuvudstaden Changsha.
Genomsnittlig årsnederbörd är 1 796 millimeter. Den regnigaste månaden är maj, med i genomsnitt 290 mm nederbörd, och den torraste är januari, med 47 mm nederbörd.